# ジョン・クリーシー
ジョン・クリーシー（John Creasey MBE, 1908年 - 1973年6月9日）はイギリス出身の作家。

## 人物
イギリスのサリー州サウスフィールズに生まれ、ロンドンのスローン・スクール卒。
1953年には英国推理作家協会（ＣＷＡ）を設立、初代会長に就任する。28の異なるペンネームを用いて600以上の長編小説を書いた多作の作家であった。
代表作のギデオン警視シリーズは、複数の事件が同時に発生する「モジュラー型」の警察小説の先駆けとなった。
多数の作家が執筆している探偵キャラクターであるセクストン・ブレイクものも書いている。英国推理作家協会は、彼に因みジョン・クリーシー・ダガー賞を制定している。また、女性名義での恋愛小説が多数ある。
1957～60年アメリカ探偵作家クラブ（ＭＷＡ）の幹事、1966、67年、同会長を務めた。1969年、同会のグランドマスター賞を受賞した。

## 主な著作

### 推理小説

#### トフ氏シリーズ
- Introducing the Toff (1938年)　　第1長編。『トフ氏の紹介』[※ 2]
- The Toff Steps Out (1939年)
- The Toff Goes on (1939年)
- Here Comes the Toff　(1940年)　第4長編。『トフ氏と黒衣の女』（論創社、2004年）
- The Toff Breaks in (1940年)
- Salute the Toff (1941年)　第6長編。『トフ氏に敬礼』（論創社、2006年）
- The Toff Proceeds (1941年)
- The Toff on the Trail (1942年)　中短編集。『トフ氏の事件簿』

#### ギデオン警視シリーズ（J・J・マリック名義）
- Gideon's Day  (1955年)　　第1長編。『ギデオンの一日』（ハヤカワポケットミステリ407／ハヤカワミステリ文庫、早川書房、1958年／1977年） - 1958年、ジョン・フォード監督で映画化（『ギデオン』）
- Gideon's Week　(1956年)　第2長編。『ギデオンの一週間』（創元推理文庫、東京創元社、1961年）
- Gideon's Night  (1957年)　第3長編。『ギデオンの夜』（Crime Club　東京創元社、1958年）
- Gideon's Month  (1958年)　第4長編。『ギデオンの一カ月』（創元推理文庫、東京創元社、1962年）
- Gideon's Staff  (1958年)　第5長編。『ギデオン警視と部下たち』（ハヤカワポケットミステリ661、早川書房、1961年）
- Gideon's Risk  (1960年)　第6長編。『ギデオン警視の危ない橋』（創元推理文庫、東京創元社、1963年）
- Gideon's Fire  (1961年)　第7長編。『ギデオンと放火魔』（ハヤカワポケットミステリ757／ハヤカワミステリ文庫、早川書房、1963年／1978年）
- Gideon's March (1962年)　第8長編。『ギデオン警視と暗殺者』ハヤカワポケットミステリ737、早川書房、1962年）
- Gideon's War  (1962年)　短編集。『ギデオンの戦い』

#### セクストン・ブレイクもの
- The Case of the Murdered Financier  (1937年)
- The Great Air Swindle  (1939年)
- The Man from Fleet Street  (1940年)

### SF活劇・冒険小説

#### 暗闇男爵（青仮面）シリーズ（アンソニー・モートン名義）
- Meet the Baron (米題　The Man in the Blue Mask) (1937年)　『暗やみ男爵』（HMM1980年5月号（289号）掲載、早川書房）
- The Baron Returns (米題　The Return of Blue Mask)   (1937年)
- The Baron Again (米題　Salute Blue Mask)   (1938年)
- The Baron at Bay (米題　title Blue Mask at Bay)   (1938年)

#### Ｚ課（Department of Z）シリーズ
- The Death Miser  (1933年)
- The Mark of the Crescent   (1935年)
- Thunder in Europe  (1938年)　『ヨーロッパの雷鳴』

### ロマンス・恋愛小説

#### マーガレット・クーク（Margaret Cooke）名義
- For Love's Sake   (1934年)　最初の恋愛ロマン長編。『愛こそ我が人生』
- A Mannequin's Romance   (1938年)　『マネキンのロマンス』
- Fate's Playthings   (1938年)　『運命の戯れ』
- The Road to Happiness  (1938年)　『幸福への道』
- Love Calls Twice  (1938年)　『愛は二度ベルを鳴らす』

#### エリーゼ・フィカンプス（Elise Fecamps）名義
- Lover of Hate  (1936年)
- Love's Triumph  (1937年)　『愛の勝利』
- True Love  (1937年)